# Elsa Raven
Pour les articles homonymes, voir Raven.
Elsa Raven est une actrice américaine née le 21 septembre 1929 à Charleston en Caroline du Sud et morte le 3 novembre 2020 à Los Angeles.
Elle est surtout connue pour son rôle  dans la sitcom Amen (1988–1990) et pour avoir joué la mère de Vincent Terranova (Ken Wahl) dans la série télévisée Un flic dans la mafia (Wiseguy).
Elle est également connue pour son petit rôle dans Retour vers le futur en tant que dame de la tour de l'horloge avec sa phrase « Sauvez l'horloge de l'hôtel de ville ! » tout en recueillant des dons.

## Biographie

### Carrière
Elsa Raven est connue pour son petit rôle dans Retour vers le futur (1985) en tant que dame de la tour de l'horloge avec sa phrase « Sauvez la tour de l'horloge ! » tout en recueillant des dons locaux pour préserver l'horloge telle quelle, en opposition à l'initiative du maire Wilson de remplacer complètement l'horloge.
Elle a joué Ida Straus dans le film Titanic (1997) avec Lew Palter, qui a joué Isidor Straus, et a fait du doublage dans le film d'animation American Pop (1981). 

### Décès
Raven est décédée le 3 novembre 2020 à Los Angeles à l'âge de 91 ans.

## Filmographie

### Cinéma
- 1970 : Les Tueurs de la lune de miel : Matron
- 1971 : Des amis comme les miens : l'infirmière des transfusions sanguines
- 1971 : The Gang That Couldn't Shoot Straight : Mme Water Buffalo
- 1971 : Mortadella : une policière
- 1971 : South of Hell Mountain
- 1972 : A Fan's Notes : Deborah
- 1979 : L'Arme au poing : une touriste
- 1979 : Amityville : La Maison du diable : Mme Townsend
- 1980 : Fatso : la femme de Phil
- 1981 : American Pop : Hannele
- 1981 : Le facteur sonne toujours deux fois : Matron
- 1981 : Paternity : l'infirmière prénatale
- 1983 : Second Thoughts : la grosse infirmière
- 1983 : La Quatrième Dimension : la deuxième infirmière
- 1985 : Retour vers le futur : la dame de l'horloge
- 1985 : Creator : Mme Mallory
- 1988 : Les Modernes : Gertrude Stein
- 1991 : Another You : une bénévole
- 1993 : Proposition indécente : l'étudiante en citoyenneté
- 1993 : Dans la ligne de mire : la propriétaire de Booth
- 1993 : État second : la femme aux cheveux grisonnants
- 1995 : One Night Stand : Mme Salvatore
- 1997 : Titanic : Ida Straus
- 2001 : Face to Face : la grand-mère
- 2002 : The 4th Tenor : Mama
- 2005 : The Mostly Unfabulous Social Life of Ethan Green : la vieille dame
- 2005 : Le Sang du diamant : Mme Rosen
- 2006 : Miriam : Tante Levya
- 2011 : Answers to Nothing : Mme Harrison

### Télévision
- 1963 : Combat! : une villageoise à la fenêtre (1 épisode)
- 1963 : Hôpital central : Tessie
- 1971-1973 : Médecins d'aujourd'hui : Blanche et une grosse patiente (2 épisodes)
- 1978-1982 : Quincy : Mlle Beck, Mlle le juge et Angela Davenport (3 épisodes)
- 1982 : Capitol : Gabriela
- 1983 : Buffalo Bill : Theresa Gallardo (1 épisode)
- 1983-1984 : L'Agence tous risques : Clara Dickerson et Dr Marian Ericson (2 épisodes)
- 1984 :  Ernie Kovacs: Between the Laughter : Mme Shotwell
- 1984 : The Rousters (1 épisode)
- 1985 : Les Routes du paradis : Mme Zabenko (1 épisode)
- 1986 : Sacrée Famille : Mildred Atkins (1 épisode)
- 1986 : Rick Hunter : Mlle Montgomery (1 épisode)
- 1987 : Destination America
- 1987 : Nothing in Common : Mlle Potter (1 épisode)
- 1987-1990 : Un flic dans la mafia : Carlotta Terranova Aiuppo (10 épisodes)
- 1988 : Freddy, le cauchemar de vos nuits : Mme Wildmon (1 épisode)
- 1988-1990 : Amen : Inga (17 épisodes)
- 1989 : TV 101 : Mme Gannon (1 épisode)
- 1990 : Descending Angel : Vera
- 1991 : Dear John : Barbara Olafson (1 épisode)
- 1992 : Le Prince de Bel-Air : Ida Pollock (1 épisode)
- 1993 : Murphy Brown : Mme Kobolakis (1 épisode)
- 1993 : Les Sœurs Reed : Madame Sophie (1 épisode)
- 1994 : The Larry Sanders Show : Jarina Venvenich (1 épisode)
- 1994 : Seinfeld : Maman (1 épisode)
- 1998-1999 : Des jours et des vies : Lucille (36 épisodes)
- 1999 : Troisième planète après le Soleil : Tante Florence (1 épisode)
- 1999 : Tracey Takes On... : la femme âgée (1 épisode)
- 1999 : Chicago Hope : La Vie à tout prix : la vieille dame au lapin blanc (1 épisode)
- 2003 : La Vie avant tout : Mlle Tidwell (1 épisode)
- 2004 : Tout le monde aime Raymond : Mme Lopman (1 épisode)
- 2008 : Urgences : Rosemary Smalls (1 épisode)